# Хосе Марія Мінелья
Хосе Марія Мінелья (ісп. José María Minella; 8 червня 1909, Мар-дель-Плата, Аргентина — 13 серпня 1981, Буенос-Айрес) — аргентинський футболіст, що грав на позиції півзахисника. По завершенні ігрової кар'єри — тренер.
Виступав, зокрема, за клуби «Хімнасія і Есгріма» та «Рівер Плейт», а також національну збірну Аргентини.
Як тренер також працював зі збірною Аргентини, а також «Рівер Плейтом», вигравши з ним сім чемпіонатів Аргентини.

## Клубна кар'єра
Починав кар'єру у місцевій команді «Індепендьєнте».

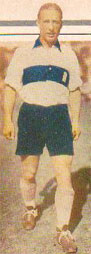
Мінелья у 1933 році під час виступів за «Хімнасію».

У дорослому футболі дебютував 1928 року виступами за команду клубу «Хімнасія і Есгріма» з Ла-Плати, за яку виступав сім сезонів. На наступний рік виграв у складі «Хімнасії» чемпіонат країни. Команда 1933 року знову була близька до перемоги в чемпіонаті, але в підсумку стала лише четвертою багато в чому через суддівства. В цій команді, яка увійшла в історію аргентинського футболу під назвою «Експрес» (ісп. El Expreso), одну із провідних ролей відігравав Мінелья. У той час середню лінію «Ла-Плати» складали «Три M» — Мінелья, Оскар Монтаньєс і Оскар Мігес, це була одна з найсильніших середніх ліній в аргентинському футболі тих років, в атаці клубу блищав Артуро Наон, який забив у сезоні 1933 року 33 м'ячі.
Перед початком сезону 1935 року його придбав за 37,5 тис. песо (рекордна на той момент трансферна сума в країні) клуб «Рівер Плейт», в якому Хосе і провів свої найбільш успішні роки. Це був час «Машини» (ісп. La Máquina) — п'ятірки форвардів «Рівера»[джерело?] Муньйоса, Морено, Педернери, Лабруни та Лоустау. Крім них, у клубі було ще чимало відмінних гравців, таких як Мінелья, Карлос Пеусельє, Бернабе Феррейра, Норберто Яконо та ін. За 7,5 сезонів, проведених Мінельєю в клубі, «Рівер» шість разів потрапляв до трійки кращих команд чемпіонату країни, з них тричі ставав чемпіоном країни.
1942 року Мінелья поїхав в Уругвай грати за місцевий «Пеньяроль». У складі цього клубу він провів два сезони, в обох його клуб ставав у першості другим, поступаючись принциповому супернику — «Насьйоналю».
Завершив професійну ігрову кар'єру у чилійському клубі «Грін Крос», за який виступав протягом 1944 року.

## Виступи за збірну
1933 року дебютував в офіційних матчах у складі національної збірної Аргентини. Брав участь в її складі трьох чемпіонатах Південної Америки (1935, 1937, 1941). З 13 матчів команди в цих трьох розіграшах він виходив на поле 11 разів і був одним з провідних півзахисників. На турнірі 1935 року його команда стала другою, поступившись уругвайцям, а два інших турніри виграла.
Всього протягом кар'єри у національній команді, яка тривала 9 років, провів у формі головної команди країни 24 матчі, забивши 1 гол.

## Кар'єра тренера
1945 року, незабаром після повернення з Чилі, Хосе Марія Мінелья очолив «Рівер Плейт». До цього часу на місце одних великих гравців «Рівера» прийшли інші, але залишалися і деякі з тих, з ким Мінелья виходив на поле. Під керівництвом Мінельї грали: Муньйос, Педернера, Лабруна, Лоустау, Яконо, Альфредо ді Стефано, Омар Сіворі, Нестор Россі, Амадео Каррісо, Федеріко Вайро, Владіслао Кап, Хосе Рамос Дельгадо, Хосе Барака, Вальтер Гомес та багато інших. За 15 років на чолі клубу Мінелья сім разів ставав чемпіоном Аргентини. 1959 року він залишив свій пост, повернувшись ненадовго 1963 року.
У 1964—1965 роках Мінелья тренував збірну Аргентини. З нею він виграв у 1964 році Кубок націй (порт. Taça das Nações) — турнір 4-х команд, організований Бразильською конфедерацією футболу до 50-річчя цієї організації; аргентинці залишили позаду бразильців, за яких виступали такі зірки, як Пеле, Жаїрзінью і Жерсон, і сильні збірні Англії та Португалії.
1968 року Мінелья був виконуючим обов'язки тренера збірної, провівши з нею всього одну гру, яка стала в його тренерській кар'єрі останньою.
Стадіон, побудований в рідній Мар-дель-Платі до чемпіонату світу 1978 року, був названий на його честь — Естадіо Хосе Марія Мінелья (порт. Estadio José María Minella), до цього часу Мінелья ще був живий.

## Досягнення

### Як гравця
- Чемпіон Аргентини:

«Хімнасія і Есгріма»: 1929
«Рівер Плейт»: 1936, 1937, 1941
- Чемпіон Південної Америки: 1937, 1941
- Срібний призер Чемпіонату Південної Америки: 1935

### Як тренера
- Чемпіон Аргентини:

«Рівер Плейт»: 1945, 1947, 1952, 1953, 1955, 1956, 1957